# Ельгер Семен Васильович
Ельге́р Семен Васильович (чув. Çемен Элкер, 19 квітня (1 травня) 1894, село Великі Абакаси, тепер Ібресанського району Чувашії, РФ — 6 вересня 1966, Чебоксари, РСФСР) — чуваський радянський письменник. Перекладав твори Т. Шевченка, М. Бажана, П. Тичини, М. Рильського. Редактор першого видання «Кобзаря» Т. Шевченка чуваською мовою (1939 року).

## Біографія
1915 року був призваний у армію. Під час першої світової війни потрапив у полон в Австрії. Повернувся з полону 1916 року. Після проходження курсів підготовки вчителів, працював у початковій школі в рідному селі.
У 1921–1935 роках був співробітником видань «Канаш», «Наша деревня», «Сунтал». Перша збірка його поезій — «Епоха» вийшла 1928 року. Член КПРС з 1930 року. Був депутатом Верховної Ради РСФСР.

## Твори
Першій вірш Ельгера було надруковано 1921 року. Перша збірка поезій вийшла 1928 року. У поемі «Під гнітом» («Хĕн-хур айĕнче», 1931) змалював селянську війну під керівництвом О. Пугачова. Автор романів «На світанку» («Шурăмпуç килсен», 1940) — про виступи чуваських селян 1905–1907 років, «Крізь вогонь і бурі» («Вутпа çулăм витĕр», 1949) — про події Першої світової війни і жовтневого більшовицького перевороту, та драматичної поеми «Вісімнадцятий рік» («Вун саккăрмĕш çул», 1953).

## Українські переклади
- Вірші в книзі: Весняний вітер. — К., 1961.